# بیدار بمان (فیلم)
بیدار بمان (به هندی: Jagte Raho) فیلمی محصول سال ۱۹۵۶ و به کارگردانی سومبهو میترا است. در این فیلم بازیگرانی همچون پرادیپ کومار، سومیترا دوی، پاهاری سانیال، سولونا چاترجی، دیزی ایرانی، موتیلال راجوانش، نانا پالشیکار، افتخار، راج کاپور، نرگس دات ایفای نقش کرده‌اند.